# Rafael Narváez
Rafael Narváez (* 17. Juli 1950) ist ein ehemaliger kolumbianischer Radrennfahrer.

## Sportliche Laufbahn
Narváez war Bahnradsportler und Teilnehmer der Olympischen Sommerspiele 1972 in München. Im Sprint schied er in den Vorläufen aus. Im Tandemrennen scheiterte er mit seinem Partner Jairo Díaz im Vorlauf gegen die Niederländer Klaas Balk und Peter van Doorn.